# 入船町 (臺南市)
入船町為台灣日治時期臺南市之行政區，包括清代舊街名金安宮、老古石、新港墘、土岸尾、看南埕、藥王廟、海安宮、中街。為歷史上五條港之區域。

## 名稱
1916年（大正5年）規劃町名改正時，原擬名「入舩町」（舩為船之異體字），臺南廳審查後並未更改，以「入船町」此名呈報總督府，同年11月3日公告、1919年（大正8年）4月1日正式實施。

## 町內設施
一丁目
- 濟生醫院 (原避病院)、傳染病室
- 藥王廟

二丁目
- 兌悅門
- 金安宮
- 王爺宮
- 集福宮
- 西德堂
- 代天府

## 相關
- 町名改正